# Baranyi Péter (informatikus)
Baranyi Péter Zoltán (Kalocsa, 1970. július 10. – ) a Széchenyi István Egyetem tanára, Kimura-díjjal kitüntetett informatikus, a Magyar Tudományos Akadémia doktora. Az informatika és irányításelmélet nemzetközi hírű kutatója. Mintegy 500 publikáció fűződik a nevéhez. Munkásságában meghatározó szerepet tölt be az innováció. Ő fogalmazta meg elsőként a kognitív infokommunikáció tudományos koncepcióját, amely mára önálló tudományterületté vált. Feltalálta és kidolgozta a matematikai TP modell transzformációt, ami a rendszer- és irányításelmélet terén új iskolát indított el. Feltalálója a MaxWhere 3D virtuális valóság alapú komplex operációs rendszernek.

## Életpályája
1989-től a Budapesti Műszaki Egyetemre járt, ahol 1994-ben okleveles villamosmérnök, 1995-ben okleveles mérnök-tanár diplomát szerzett. PhD-fokozatát ugyanebben az intézményben szerezte 1999-ben. 2006-ban az MTA doktora lett, 2007-ben habilitált, 2009-ben egyetemi tanárrá nevezte ki Sólyom László köztársasági elnök.
Diplomája megszerzését követően, 1994-ben az MTA Számítástechnikai és Automatizálási Kutatóintézetében (SZTAKI) kezdett dolgozni tudományos segédmunkatársként a rendszer- és irányításelmélet területén. A SZTAKI-ban megalapította és 2004-től 2015-ig vezette a 3D internet alapú kontroll és kommunikációs laboratóriumot (3DICC). 2006 és 2015 között a kutatóintézetben kutató csoportvezetőként a kognitív infokommunikációval, a 3D virtuális valóság alapú kollaborációval, valamint a rendszer- és irányításelmélettel foglalkozott.
A Budapesti Műszaki és Gazdaságtudományi Egyetemen 2001-től adjunktusként, 2004-től docensként, 2007-től tudományos tanácsadóként, majd 2011 és 2021 között egyetemi tanárként végzett oktató- és kutatómunkát.
2014 óta a győri Széchenyi István Egyetem egyetemi tanára. Az intézményben 2014 és 2021 között a Multidiszciplináris Műszaki Tudományi Doktori Iskola vezetője volt. Áder János köztársasági elnök 2021. július 1-től a Széchenyi István Egyetem rektorának nevezte ki, miután pályázatát az egyetem szenátusa, valamint a Széchenyi István Egyetemért Alapítvány kuratóriuma egységesen támogatta. 2022. december 5-én lemondott, a Palkovics László volt miniszter kuratóriumi elnökké választásával egy időben.
Pályafutása során több éven keresztül töltött be kutatói pozíciókat külföldön több intézményben (University of Hull, Egyesült Királyság; Gifu Research Institute of Manufacturing Information Technology, Japán; Chinese University of Hong Kong, Kína; University of New South Wales, Ausztrália; Tokyo University, Japán; Technical University of Duisburg, Németország; CRNS LAAS Science Center, Franciaország, és további más európai országok intézményei). Több mint száz alkalommal hívták meg szemináriumokat tartani különböző külföldi egyetemekre és kutatóintézetekbe.
Kezdeményezője volt nemzetközi laboratóriumok (Integrated Intelligent Systems Japanese Hungarian Laboratory, 2001; Emerging Information Technology in Manufacturing Laboratory, 2004) alapításának. E laboratóriumoknak 2012-ig volt tagja.

## Tudományos munkássága
Baranyi Péter Zoltán nevéhez mintegy 500 publikáció fűződik. Saját eredményei alapján három könyvet írt. Független hivatkozásainak száma mintegy 5000.
Ő fogalmazta meg a kognitív infokommunikáció tudományos koncepcióját, amely 2010 óta nemzetközi tudományos konferenciák (IEEE Conference on Cognitive Infocommunications) sorozatán át önálló – az ember és az informatika, a mesterséges intelligencia és a kognitív rendszerek szövevényes kapcsolatából kifejlődött „új típusú ember” megváltozott, valamint új kognitív képességeit vizsgáló – tudományterületté vált. Ebben a témában számos nemzetközi tudományos folyóirat-különszám jelenik meg.
Feltalálója és kidolgozója a matematikai TP modell transzformációnek, ami a folytonos függvények magasabb rendű szinguláris értékfelbontását definiálja, és a rendszer- és irányításelmélet terén új iskolát indított el a lineáris mátrixegyenlőtlenség alapú szintézisben. 
Két tudós társával megalkodta a MaxWhere 3D virtuális valóság alapú komplex operációs rendszert és portált, amely több nemzetközi díjat nyert.

## Díjai, elismerései
Tudományos és mérnöki-feltalálói tevékenységét több mint 30 magyar és nemzetközi díjjal ismerték el. Többek között:
- Kimura-díj (az Ázsiai Irányításelméleti Tudományos Társaságtól, Japán 2019)
- Canadian/International Constituency Group Young Intvestigator Award (a Sigma Xi Tudományos Kutatási Társaságtól, 2006)
- Tudományos és Technológiai díj (a Japán Tudományos és Technológiai Ügynökségtől,  Japán, 2000)
- Nemzetközi Gábor Dénes-díj (2000)
- Bolyai-emlékplakett (az MTA-tól, 2010)
- Mestertanár Aranyérem (az Országos Tudományos Diákköri Tanácstól, 2009)
- Magyary Zoltán Posztdoktori Ösztöndíj (2001, 2002)
- Magyar Tudományos Akadémia Ifjúsági díj (2000)
- Huszty Dénes-emlékdíj (a Hírközlési és Informatikai Tudományos Egyesülettől, 2002)
- Békésy György Posztdoktori Ösztöndíj (2003)